# 16463 Nayoro
16463 Nayoro (1990 EK) là một tiểu hành tinh vành đai chính được phát hiện ngày 2 tháng 3 năm 1990 bởi K. Endate và K. Watanabe ở Kitami.